# New Morning (Misia)
New Morning è l'undicesimo album in studio della cantante giapponese Misia, pubblicato nel 2014.

## Tracce
1. Hope & Dreams (HOPE & DREAMS) – 4:59
2. Boku wa Pegasus Kimi wa Polaris (僕はペガサス 君はポラリス) – 5:00
3. Aoi Tsukikage (蒼い月影) – 4:01
4. Ai o Shiru Sekai (アイヲシルセカイ) – 3:51
5. Miss you always – 4:22
6. Mahō o Kaketa no wa Kimi (魔法をかけたのは君) – 4:27
7. Daisy – 4:53
8. Jewelry – 4:31
9. Especially for me – 4:30
10. Shiawase o Forever (幸せをフォーエバー) – 4:32
11. One day, One life – 3:25
12. Kimi no Taiyō ni Narō (君の太陽になろう) – 6:02
13. My pride of love – 3:56
14. Re-Brain – 3:53
15. Deepness (from Hoshizora no Live VII@Nippon Budokan) – 5:29
16. Back in Love Again (from Hoshizora no Live VII@Nippon Budokan) – 5:14